# Adrian Young
Adrian Samuel Young (* 26. srpna 1969 Long Beach) je americký bubeník, nejznámější jako člen rockové skupiny No Doubt a Dreamcar. Kromě hudby se věnuje golfu. Je velmi žádaným účastníkem celebritních golfových turnajů, jako je Michael Jordan Invitational, Alice Cooper Foundation Tournament a dalších. V roce 2009 se objevil v televizním seriálu Gossip Girl, kde hráli fiktivní hudební skupinu s názvem Snowed Out.
V říjnu 1999 na pódiu během koncertu skupiny No Doubt požádal svou přítelkyni Ninu o ruku. Svatba byla v lednu roku 2000. V manželství se jim narodil v roce 2002 syn a v roce 2011 dcera.